# Rode halsbandwants
De rode halsbandwants (Deraeocoris ruber) is een insect uit de familie van de blindwantsen (Miridae). De wetenschappelijke naam van de soort werd gepubliceerd in 1758 door Carl Linnaeus in de tiende editie van Systema naturae. 

## Kenmerken
Het is een middelgrote soort die een lengte van 6 tot 8 millimeter kan bereiken. Voor een plantenwants is het lichaam opvallend breed en zeer variabel getekend. Het volwassen dier heeft glanzende voorvleugels, is aan de bovenkant zwart, oranje of steenrood (soms inclusief het scutellum) en heeft altijd enigszins rode cuneus. De antennes zijn ten minste tot het 2e segment zwart van kleur. De nimf van de soort is zwart gekleurd en heeft een roze rug. 

## Verspreiding en leefgebied
De soort kan van juli tot in september in ongecultiveerd grasland en langs bosranden worden gevonden en komt voor in heel Europa (met uitzondering van de Azoren, de Canarische Eilanden, Cyprus, Faeröer, Finland, IJsland, Malta en delen van Rusland). In Nederland is de soort vrij algemeen. 

## Levenswijze
De wantsen voeden zich met brandnetels, maar zijn ook rovers. Ze lusten ook andere kleine insecten die aan de steeksnuit (rostrum) worden geregen en daarna leeggezogen. Dat is opvallend omdat de meeste blindwantsen planteneters zijn.  

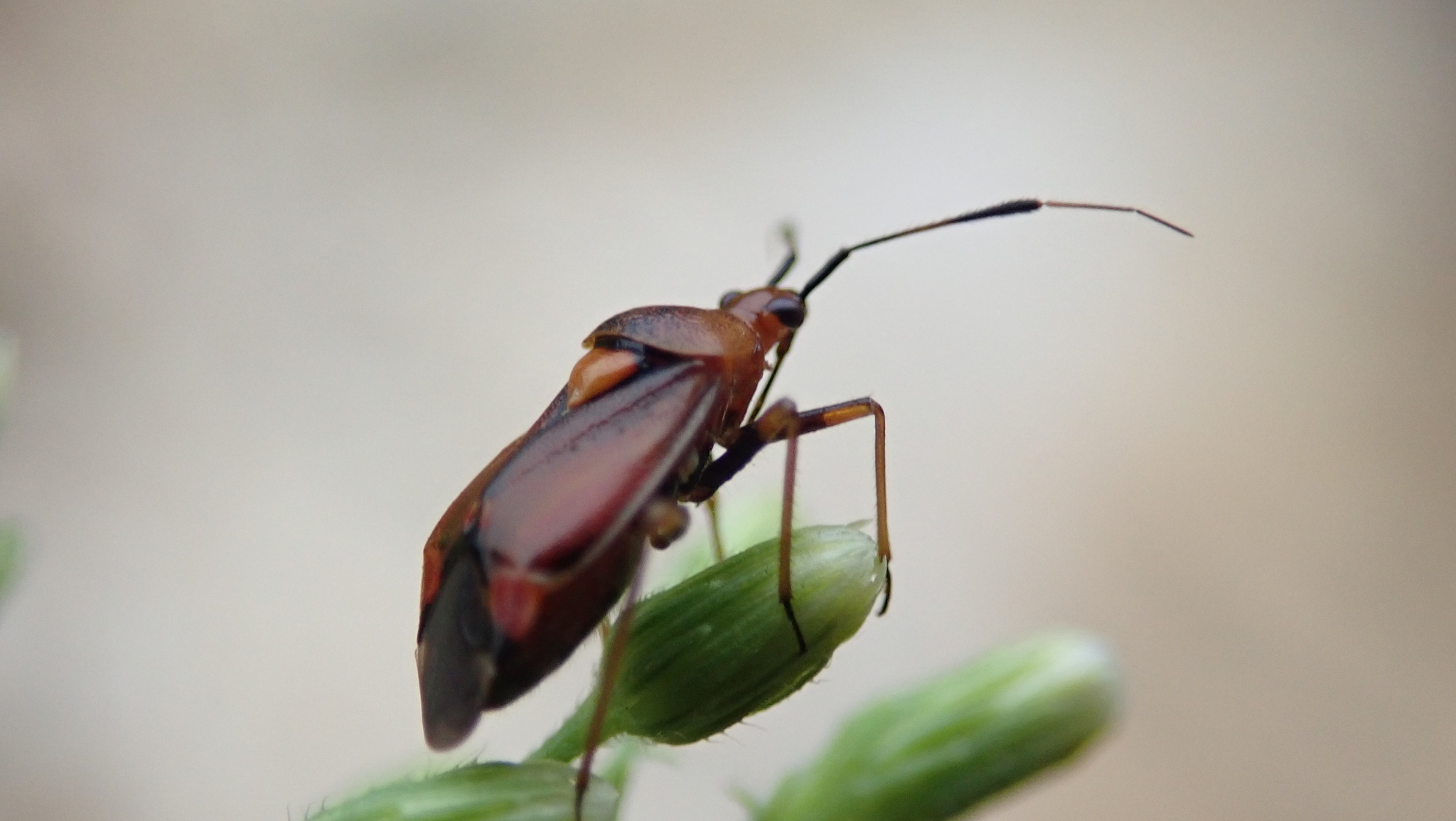